# Capital Indoor Stadium
Il Capital Indoor Arena (cinese semplificato: 首都体育馆; cinese tradizionale: 首都體育館; pinyin: Shǒudū Tǐyùguǎn)  a Pechino, Cina, è uno stadio olimpico al coperto, costruito nel 1968 e ristrutturato nel 2007 per i Giochi olimpici 2008, quando ha ospitato incontri del torneo di pallavolo. Può ospitare incontri di ping pong, badminton, pallavolo, basket, ginnastica, oltre a pattinaggio e hockey su ghiaccio.
Una precedente ristrutturazione era stata compiuta nel 2001 in occasione delle Universiadi.
Ha una capienza di 18.000 spettatori e una superficie di 54.707 metri quadrati.